# Cecil Reddie
Cecil Reddie (Fulham, Londres, 10 d'octubre de 1858 - Fulham,, Londres 6 de febrer de 1932) va ésser un científic i pedagog anglès iniciador del moviment de l'Escola Nova.

## Biografia
Es formà al Fettes College d'Edimburg, va estudiar química, física i matemàtiques a la Universitat d'Edimburg.Obtingué una beca que el portà a estudiar, a partir de 1882. amb el Prof. Hübner. a la Universitat de Göttingen, a Alemanya. On doctorà en química amb la màxima qualificació. Estudià pedagogia a la Universitat de Jena amb Wilhelm Rein, El 1884 va tornar a Escòcia i va ser professor al Fettes College d'Edimburg i al Clifton School de Bristol. En aquesta Public School, fundada l'any 1862 i especialitzada en ciència sistemàtica instrucció, va ensenyar química, física i matemàtiques durant un curs.
Inspirant-se en les teories de Johann Friedrich Herbart que havia conegut i estudiat a Jena, Cecil Reddie fundà, el 1889 a Abbotsholme, un centre educatiu que va anomenar New School, procurant portar a la pràctica el principi de l'interès continuant. Sense renunciar als aspectes positius de la millor tradició de les Public Schools britàniques. Però defugint l'academicisme, el seu caràcter classista, la seva disciplina rígida i la competició individual. D'altra banda, en canvi, conservant-ne l'internat educatiu, la vida a l'aire lliure o les activitats formadores del caràcter, etc.
Tot introduint una educació més activa i viva, el sentit de treball cooperatiu en el joc, l'esport i el treball manual i intel·lectual. Una relació més personal entre el professor i l'alumne, tot dotant a aquest darrer d'un cert grau d'autonomia. Reddie afirmà que "la nova educació es deu a una revolta democràtica i intel·lectual contra les convencions". Aquesta revolta es traduiria en portar als educands llibertat i autonomia personal.

## L'Abbotsholme School
La Nova Escola es basava en un ampli i intens programa d'activitats adreçades a la formació de la personalitat, el sentit de responsabilitat i les aptituds socials dels alumnes.
El matí i una petita part de la tarda es dedicava a l'ensenyament de les matèries normals d'una escola secundària, incloses les llengües clàssiques i idiomes moderns. Però la novetat fou que abordava els aprenentatges amb mètodes ben diferents dels emprats tradicionalment.
Per exemple, per a l'aritmètica es prenien com a pretext problemes reals de comptabilitat relatius a la vida pràctica; per a la geometria i les ciències es partia de mesuraments, observacions i la recol·lecció dels materials apropiats.
La resta del dia es dedicava a activitats esportives i a diverses formes de treball manual (jardineria, horticultura, fusteria), a visitar granges i tallers, a jocs col·lectius. També, sobretot a la nit, a ocupacions artístiques i a actes culturals i socials. En conseqüència, es posava gran atenció també en les relacions amb l'exterior i es publicava un periòdic. En gran part, aquestes activitats estaven en mans dels alumnes.
Aquesta escola, en règim d'internat, col·locava l'alumneen contacte amb la vida i la natura amb la intenció de ser una prolongació de l'ambient familiar.
La nova ruta educativa que inicià l'escola fundada pe Cecil Raddie donà lloc a un moviment educatiu que prengué el mateix nom que el seu centre: l'Escola Nova.
Un deixeble de Reddie, Haden Badley, va fundar una escola anàloga a Bedales, a Sussex, que aprofundiria en el plantejament actiu de l'educació i on a més es practicava la coeducació, es permetia que els mateixos alumnes triessin als seus caps i es donava major estímul als projectes de recerca personal i grupal.
Pedagogs britànics i estrangers, moguts per la voluntat de renovar l'educació visitaren o treballaren a la Nova Escola de Abbotsholme i implantaren aquest nou model d'educació en retornar als seus llocs d'origen. Com és el cas de Hermann Lietz a Alemanya o Edmond Demolins a França.

## Obres
- Abbotsholme, 1889–1899, or ten years of work in educational laboratory; Londres 1900
- John Bull: His Origin of Character, Londres 1901.